# Ожика снежная
Ожика снежная (лат. Luzula nivea) — вид цветковых растений рода Ожика (Luzula) семейства Ситниковые (Juncaceae).

## Ботаническое описание

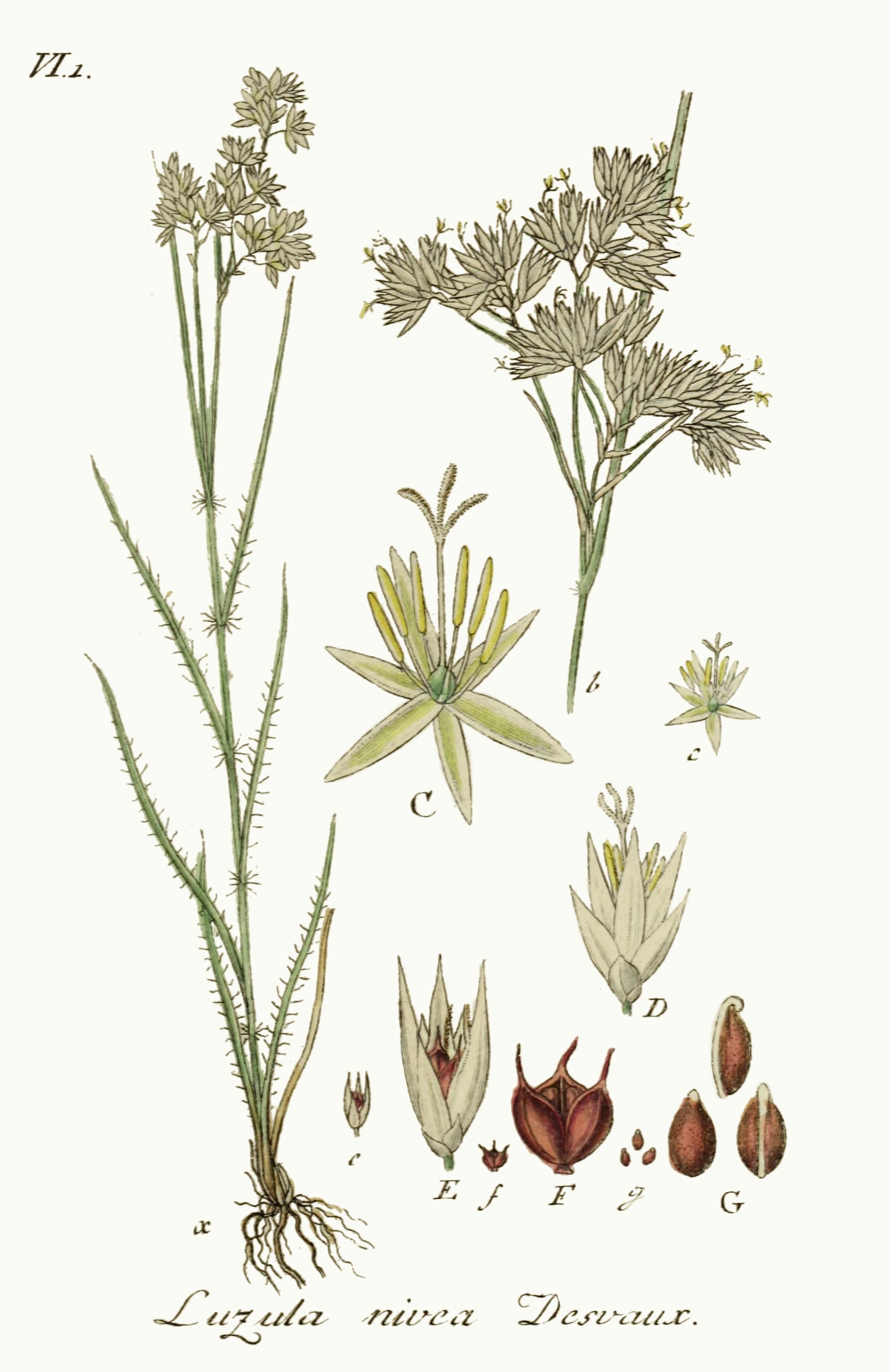

Многолетнее травянистое растение высотой до 40-60, редко до 80 см. Ползучее корневище образует столоны длиной до 10 см и рыхлые дерновины. Верхушечные или восходящие стебли гладкие и листовидные до верхушки. Самые нижние листья сведены в коричневые или коричнево-красные влагалища. Следующие листья имеют узкое влагалище с длинными ресничками у основания и плоские листовые пластинки длиной 15-20, редко до 30 см и шириной до 4 мм. Верхние стеблевые листья постепенно становятся более узкими и часто скручиваются. Все листья по краям густо реснитчатые.
Период цветения в Северном полушарии — с июня по август. Конечное прямостоячее соцветие представляет собой сложную плотную метёлку или, реже, спираль с плотно упакованными прямостоячими ветвями. Соцветие всегда окружено по крайней мере одним опорным листом. От шести до двадцати относительно крупных цветков расположены группами. Лепестки околоцветника белоснежные, длиной от 5 до 5,5 мм. Внешние лепестки короткие, ланцетные; внутренние почти вдвое длиннее и более узкие ланцетные. Все лепестки заострённые, почти полностью белые и лишь немного грубее в центре. Тычинки немного короче внутренних лепестков. Пыльники примерно такой же длины, как и нити. Стилодий примерно вдвое длиннее завязи и заканчивается прямостоячими белыми рыльцами, которые примерно вдвое длиннее.
Блестящая коричневая капсула плода однобокая, длиной от 2 до 2,5 мм, примерно в два раза короче околоцветника, трёхгранно-шаровидная с короткой верхушкой. Каштаново-коричневые семена длиной около 1,5 мм имеют небольшие беловатые придатки (элайосомы), которые рассеиваются муравьями (мирмекохория).
Число хромосом 2n = 12.
Гемикриптофит.

## Распространение и экология
Произрастает в горах Европы, особенно в Альпах и Пиренеях. Встречается в Испании, Франции, Швейцарии, Германии, Австрии, Италии и Словении. В Германии вид первоначально встречался только в Баварии в Альпах, но затем распространился в Саксонии и натурализовался в Нидерландах.
Процветает в бедных видами буковых и дубово-буковых лесах, иногда также в смешанных хвойных лесных сообществах. Встречается в растительных сообществах дубово-березовых лесов (Quercion robori-petraeae), дубово-грабовых лесов (Carpinion betuli) и в пихтово-еловых лесах (Vaccinio-Abietenion). Растение предпочитает полутень или тень, обычно процветает на умеренно свежих, богатых основаниями, слабоизвестковых, нейтральных или умеренно кислых, заплесневелых гумидных суглинистых почвах на высоте до 2200 метров над уровнем моря у озера Гарда на горе Монте Бальдо и редко спускается ниже 800 метров, но у озера Гарда спускается до 200 метров.
Значения экологического индикатора по Landolt & al. 2010 г. в Швейцарии: индекс влажности F = 2+ (свежие), индекс освещенности L = 2 (тенистые), индекс реакции R = 2 (кислые), индекс температуры T = 2+ (субальпийские и верхне-горные), индекс питательности N = 2 (бедные питательными веществами), индекс континентальности K = 4 (субконтинентальные).

## Таксономия
Впервые вид был научно описан в 1759 году под названием (базионим) Juncus niveus Карлом Линнеем в Systema Naturae. Новая комбинация Luzula nivea (L.) DC. было опубликовано в 1805 году Огюстеном Пирамом де Кандолем.

## Использование
В основном выращивается как декоративное растение в теневых садах. Декоративные соцветия подходят для сухих букетов.